# Diego Escolar
Pour les articles homonymes, voir Escolar.
Diego Escolar, est un homme politique belge bruxellois, membre du Parti socialiste (PS), qu'il quitte en 1997.
Ce fils de réfugiés espagnols est militant syndical; il quitta le PS et son poste d'échevin en 1997 

## Fonctions politiques
- Conseiller communal à Forest (1988-1997)
  - échevin
- Membre du Parlement de la Région de Bruxelles-Capitale : 
  - du 12 juillet 1989 au 21 mai 1995